# Powiat Oda
Powiat Oda (jap. 小田郡 Oda-gun) – powiat w Japonii, w prefekturze Okayama. W 2024 roku liczył 12 730 mieszkańców.

## Miejscowości
- Yakage